# Zamarada pyrilampes
Zamarada pyrilampes là một loài bướm đêm trong họ Geometridae.